# Burg Wülfingen
Die Burg Wülfingen ist die abgegangene Stammburg des Niederadelsgeschlechts der Bock von Wülfingen westlich der Kirche des Ortsteils Wülfingen der Stadt Elze im niedersächsischen Landkreis Hildesheim.

## Geschichte
Das Adelsgeschlecht der Bock von Wülfingen ist seit dem 13. Jahrhundert im namensgebenden Ort nachweisbar, ihre Güter besaßen sie hauptsächlich als Lehen der Grafen von Spiegelberg. Der Befestigungscharakter ihres Sitzes ergibt sich aus der Urkunde, die anlässlich des Verkaufs ihres Sattelhofes im Jahr 1423 durch Albert Bock von Wülfingen an das Kloster Wülfinghausen ausgestellt wurde. Dieser wurde darin „Tornehof“ (= Turmhof) genannt. Der vereinbarte Rückkauf erfolgte vor 1595, denn danach gab es um den dortigen Bergfried bis 1619 Erbstreitigkeiten innerhalb der Familie Bock von Wülfingen. Der Bergfried wurde Witwensitz und brannte 1641 aus. Danach wurde er nicht wieder aufgebaut, sondern verschwand allmählich.

## Beschreibung
Ein Relief auf dem Grabstein des Jobst Bruno Bock von 1595 zeigt die Burg mit mehreren Gebäuden und zwei Türmen. Auf dem Gelände der westlich der Kirche gelegenen Burg sind nach ihrer Aufgabe mehrere Meierhöfe entstanden. Der Bergfried befand sich im Südosten des heutigen Hofgeländes und war zur Kirche hin durch eine Mauer begrenzt. Nach den Zeugenaussagen des Gerichtsprozesses der Jahre 1617–1619 soll der Turm teilweise auf der Mauer gestanden haben. Reste von der Burg wurden 1980/81 bei Erdarbeiten beobachtet.